# Apomatoceros
Apomatoceros is een monotypisch geslacht van straalvinnige vissen uit de familie van de parasitaire meervallen (Trichomycteridae).

## Soort
- Apomatoceros alleni Eigenmann, 1922